# Perfluormethoxypropansäure
Die Perfluormethoxypropansäure (PFMOPrA) ist eine chemische Verbindung, die zu den Perfluoralkylethercarbonsäuren (PFECA) und damit zu den per- und polyfluorierten Alkylverbindungen (PFAS) gehört.
In Proben aus der deutschen Umweltprobenbank wurde die Verbindung bisher nicht gefunden. In Kanada ist sie Teil des Trinkwasser-Höchstwerts.